# Balanço de cores

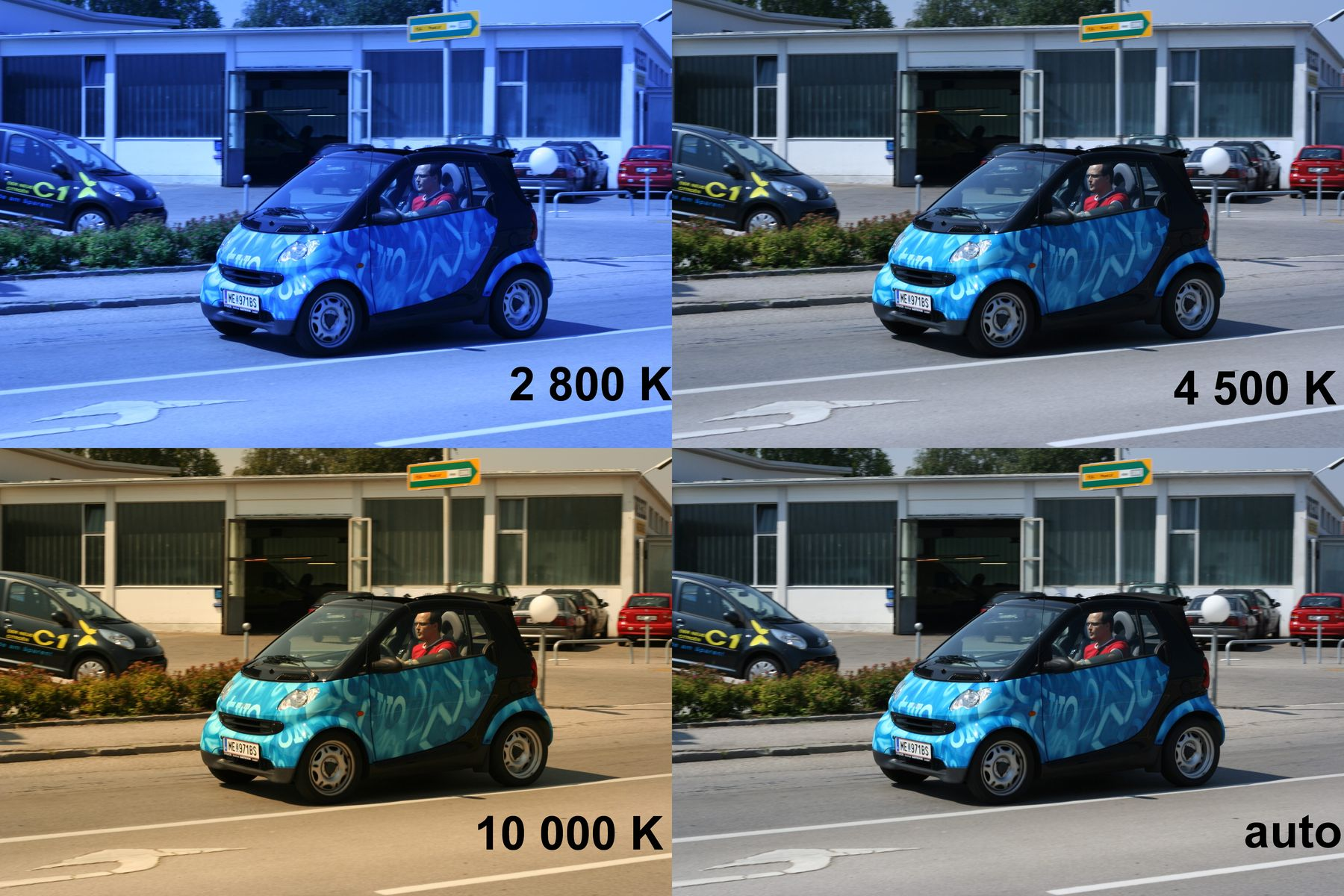

Em fotografia, balanço de cores ou balanço do branco (em inglês, white balance) se refere aos ajustes que são efetuados pelo fotógrafo ou pela câmera fotográfica para se obter imagens com fidelidade de cores próxima àquelas que os objetos apresentam sob iluminação ideal.
A percepção da visão humana faz com que enxerguemos um papel branco em sua cor natural sob diferentes condições de iluminação. A maioria das câmeras fotográficas digitais também faz isso automaticamente, embora nem sempre satisfatoriamente.
O balanço de cores é efetuado previamente, tanto na fotografia com filmes como na fotografia digital. Na fotografia com filmes a cores, desvios de cores residuais são corrigidos posteriormente pelo laboratório fotográfico, já na fotografia digital a correção de cores no pós-processamento é feito ou por editores gráficos ou pelo próprio fotógrafo antes da impressão gráfica ou da revelação digital.

## Cor e temperatura de cor
Há uma certa relação entre temperatura de um objeto e a cor que este objeto emite. Assim, para efeitos práticos, pode-se ter uma ideia da temperatura de um objeto através do exame da cor emanada pelo corpo aquecido.
O grau de adaptação necessário para obter imagens com cores previamente balanceadas depende da avaliação mais ou menos precisa da temperatura de cor da iluminação ambiente.
Ambientes iluminados com lâmpadas do tipo fosforescente exigem balanceamento de cores especiais para este tipo de lâmpada. Há muitos tipos de lâmpadas fluorescentes, e muitas câmeras digitais oferecem balanceamento pré-ajustado para diferentes tipos destas lâmpadas.
Algumas câmeras possibilitam o balanço de cores em dois eixos: o eixo da temperatura (azul para vermelho) e o eixo neutro (magenta para verde).
| Iluminação          | Temperatura de cor em kelvin (K) | Temperatura de cor em kelvin (K) |
| Iluminação          | Canon[1]                         | Nikon[2]                         |
| ------------------- | -------------------------------- | -------------------------------- |
| Luz do dia          | 5200                             | 5200                             |
| À sombra            | 7000                             | 7000/8000                        |
| Nublado             | 6000                             | 6000                             |
| Luz de tungstênio   | 3200                             | 3000                             |
| Fluorescente branca | 4000                             | 4200                             |
| Luz de Flash        | 6000                             | 5400/5500                        |

## Balanço de cores e equilíbrio de cores
O balanço de cores é neutralidade e não deve ser confundido com equilíbrio de cores que pintores e designers costumam aplicar para combinar cores. Nos trabalhos de pintores, por exemplo, o equilíbrio de cores não está presente na neutralidade, mas na noção que se tem de cores opostas quando se aplica cores intensificando ou reduzindo o seu contraste ou quando aumenta ou reduz as áreas coloridas com uma cor em função da área pintada com outra cor.

## Métodos de balanceamento de cor
As câmeras digitais efetuam balanço de cores considerando, a princípio, que deve haver, por exemplo, 30% de cor vermelha e 11% de cor azul na luz refletida por um alvo branco iluminado por uma fonte de luz ideal. Equiparando-se a lâmpadas incandescentes como iluminante ideal, lâmpadas fluorescentes de qualidade fotográfica apresentam um índice de reprodução de cores (IRC) de mais de 90%, numa escala que vai de 0 a 100 e vêm sendo cada vez mais aceitos em estúdios com recursos digitais.
Apesar da natureza tricrômica das cores nas câmeras digitais, as câmeras de uso profissional costumam oferecer balanço de cores por correção de temperatura de cor (eixo vermelho-azul), compatibilizando-se com a fotografia tradicional cuja iluminação do estúdio era feita com tradicionais lâmpadas incandescentes do tipo photoflood, por lâmpadas halógenas de de mesma natureza e também pela luz de flashes eletrônicos.
Por outro lado, algumas câmeras profissionais têm capacidade de adaptação cromática também a lâmpadas do tipo fluorescente e apresentam dupla articulação de cores: no eixo da temperatura de cor e no eixo das cores não térmicas.
- O balanço do branco automático (Automatic White Balance - AWB) resulta de diferentes tecnologias. Uma parte utiliza um algoritmo que considera a parte mais clara da cena como sendo de cor branca e a mais escura como sendo de cor negra, outra quebra a imagem refletida e provoca a mistura de cores para fixar a cor desta mistura como branco padrão.
- A maioria das câmeras possibilita "bater o branco" selecionando o tipo de iluminação sob o qual a imagem está sendo capturada, luz natural, luz de flash, luz de estúdio, luz de lâmpadas halógenas, luz fluorescente, iluminação caseira, entre outras.
- Algumas câmeras de uso profissional permitem fixar o ponto branco com a câmera apontando diretamente para a luz que incide sobre o cenário. Isto também pode ser feito interpondo um filtro de balanço de cores que difunde a luz que penetra na câmera para efeito de fixação do ponto branco.[3][4]

- As câmeras de uso profissional também podem permitir travar o ponto branco enquanto se aponta a câmera contra uma referência neutra. Com esta finalidade há no mercado de materiais fotográficos cartões cinza especialmente neutros para pré-configurar o balanço de cores da câmera digital.[5]
- Em algumas câmeras, o balanço de cores pode ser feito introduzindo a temperatura de cor da fonte de iluminação em kelvin, p. ex., 2500 K, 5500 K, 10000 K.
- Um outro método de balanceamento é o de balanceamento por correção manual do desvio. Com este método, corrige-se desvios em dois eixos: o eixo B-A (Blue e Amber) e o eixo MG (Magenta e Green).

## Bracketing de balanço de cores
Para evitar indecisões, na dúvida quanto ao valor apropriado de correção, algumas câmeras oferecem o recurso de auto-bracketing, que consiste em capturar várias imagens de um mesmo objeto com valores diferentes de correção de cor para escolha e descarte de fotos posteriormente.

## Pós-processamento de imagens
Uma imagem sofre influência de cores próximas, que podem ou não estar presentes no cenário fotografado, e apresentar falseamento de cores por dominância de uma cor ou por invasão de uma cor estranha.
Pelo caráter algo imprevisível do fenômeno da invasão, ela pode ser deixada para ser corrigida por um software de tratamento de imagens que disponha de algum recurso para eliminar desvios ou invasões de cor.
O cartão cinza neutro, que serve para pré-configurar o balanço de cores da câmera digital, serve também para tratamento de imagens posteriormente. A imagem do cartão cinza na foto tirada no início da seção de fotografias serviria para ser apontada como uma referência neutra para o tratamento da imagem posteriormente.
Na fotografia convencional, os desvios de cor são eliminados por filtros CMY (acrônimo de Cyan, Magenta e Yellow) negativos. Na fotografia digital, uma foto de prova pode ser feita incluindo uma placa cinza neutra, que depois é analisada para avaliar o grau de correção necessário.
Na fotografia profissional, o pós-processamento de imagens se faz preferencialmente sobre fotografias que estão em formato RAW, ou seja, sobre uma imagem fotográfica que não sofre nenhum balanceamento prévio do branco. Em imagens capturadas nesse formato, é importante a inclusão de um elemento de referência tal como um cartão cinza neutro no cenário, o que possibilita o batimento de branco com rapidez e facilidade.

## Distorção de cores
Às vezes, o que se pretende obter é uma distorção proposital de cores, como a que é obtida com o uso de filtros coloridos sobre a objetiva de câmeras analógicas. Com câmeras digitais que têm o recurso de travar o balanço do branco isto é obtido facilmente. Apresenta-se um cartão com a cor inversa da cor desejada, p. ex., um cartão ciano para obter um efeito avermelhado, ou um cartão amarelo para obter um efeito azulado.